# Donacochara
Donacochara es un género de arañas araneomorfas de la familia Linyphiidae. Se encuentra en Europa, África y Asia occidental.

## Lista de especies
Según The World Spider Catalog 12.0:
- Donacochara deminuta Locket, 1968
- Donacochara speciosa (Thorell, 1875)